# 科学ドキュメント
科学ドキュメント（かがくドキュメント）は、1978年4月3日から1983年3月7日までNHK総合で放送されたテレビ番組である。

## 概要
日常生活に深くかかわりを持ってきている科学技術を実証的な映像でとらえわかりやすい構成で見せるドキュメンタリー番組であった。

## 放送時間
NHK総合：月曜 22:00 - 22:30／日曜 15:30 - 16:00

## 主なテーマ

### 1978年度
- 動物園にチンパンジー村の掟を見た
- 高速道路が幻影を呼ぶ
- アジア最古の民族・ネグリト族

### 1979年度
- ボイジャー木星大接近
- 暴力ザル
- 消えゆく湖・上高地大正池
- 犯罪を呼ぶ空間
- これがファイバースコープだ
- 南半球・ペンギン大集合

### 1980年度
- 返事をするニホンザル
- 土星・解けた秘密 深まる謎
- 静岡ガス爆発からの報告
- よみがえる視力・白内障超音波療法

### 1981年度
- バイク運転の死角
- がん細胞を消す
- 車がジャンプした!分離帯激突事故の謎
- 痛みからの脱出
- 麻薬を追え!特別捜索犬出動
- ヒマラヤを越えるツル
- バイオリン名器の条件
- 煙と炎の恐怖 ホテル・ニュージャパン火災

### 1982年度
- ボイスレコーダーが語る墜落の謎
- 偽造紙幣との闘い
- 海底340メートル 戦艦大和を探せ
- 夢の新素材
- 心臓発作を断つ
- くさるガス管 床下の恐怖
- 倉庫大爆発
- うず潮に架ける橋
- 恐怖の一瞬・土石流
- 謎のトラック横転
- 原子炉衛星
- 謎の巨船沈没